# Bessie Blount Griffin
Bessie Virginia Blount, también conocida como Bessie Blount Griffin, (Chesapeake, 24 de noviembre de 1914 – Newfield, 30 de diciembre de 2009) fue una escritora, enfermera, fisioterapeuta, inventora y científica forense estadounidense.

## Infancia
Blount Griffin nació el 24 de noviembre de 1914. Originaria de Virginia, Blount nació en la comunidad de Hickory, Virginia, en el condado de Princess Anne (ahora conocida como la ciudad de Chesapeake).

## Educación
Blount asistió a la escuela primaria Diggs Chapel en Hickory, Virginia, una instalación educativa construida después de la guerra civil estadounidense para que los niños afroamericanos tuvieran la oportunidad de obtener una mejor educación. En una entrevista con el Virginian, recordó que su escuela “no tenía libros de texto. [Ellos] luego los obtuvieron de las escuelas para blancos ". Mientras asistía a la Diggs Chapel, su profesora la reprendió por escribir con la mano izquierda golpeando sus nudillos, una forma de disciplina utilizada en la época para enseñar a los estudiantes la etiqueta correcta de la escritura. Blount aprovechó este momento, como un reto para ser ambidiestra, entre otras habilidades notables. A pesar de que su mano derecha era su mano principal para escribir, también mantuvo su habilidad para escribir con la mano izquierda. Además, aprendió por sí misma la habilidad de poder escribir sin el uso de sus manos sosteniendo un lápiz con los dientes y los pies. Esta habilidad fue especialmente útil en su carrera más adelante, ya que entendió cómo enseñar a otros a operar sin una o más extremidades. Después del sexto grado, todos los recursos académicos que se ofrecían a los niños afroamericanos en su localidad se habían agotado, lo que obligó a Blount a interrumpir su educación.Más tarde, la familia se mudó al norte de Nueva Jersey, donde Blount siguió siendo autodidacta y obtuvo su GED. Asistió al programa de enfermería del Community Kennedy Memorial Hospital, en Newark, Nueva Jersey. Después de obtener su título en Enfermería, continuó su educación en Panzer College of Physical Education and Hygiene en East Orange, Nueva Jersey y se convirtió en fisioterapeuta.
En 2008 regresó a su casa en Hickory para conmemorar el significado de su escuela primaria, que había sido quemada hasta los cimientos en 1932. No se encontraron registros del sistema escolar antes de 1913. Tenía la intención de construir un museo y una biblioteca en los terrenos en memoria de quienes habían estudiado allí en las últimas décadas. Su proyecto nunca se completó ya que Blount murió al año siguiente.

## Carrera de fisioterapeuta
Durante su carrera como fisioterapeuta, después de la Segunda Guerra Mundial, muchos soldados volvieron amputados tras ser heridos en combate. Como parte de los ejercicios de fisioterapia de Blount, enseñó a los veteranos que habían perdido la capacidad de utilizar las manos, nuevas formas de realizar tareas cotidianas sustituyéndolas por el uso de los dientes y los pies. Su ambidexteridad y su capacidad para realizar tareas con la boca y los pies la ayudaron a relacionarse con sus pacientes después de la cirugía. Mientras trabajaba, Blount observó que uno de los mayores retos para los amputados era comer sin ayuda de otras personas. Una tarea crucial para muchos era volver a aprender la capacidad de alimentarse por sí mismos. Recuperar esta habilidad les devolvería cierto grado de independencia y aumentaría su autoestima.
Como enfermera y fisioterapeuta, también cuidó y trabajó en estrecha colaboración con Theodore Edison, hijo del famoso inventor Thomas Edison.

## Inventos: dispositivos de asistencia
Mientras trabajaba en el Bronx Hospital de Nueva York, Blount inventó un aparato eléctrico de alimentación automática para amputados. El dispositivo tenía un tubo para transportar bocados individuales de comida a la boca del paciente. Todos los pacientes simplemente morderían el tubo y luego la comida se distribuiría a la boquilla desde la máquina adjunta que distribuiría la siguiente porción de comida en la boca de los pacientes cuando se les solicite. Una parte del dispositivo fue patentada en 1948. El Departamento de Asuntos de los Veteranos de los Estados Unidos rechazó el invento de Blount, por lo que en 1952 lo autorizó libremente al gobierno francés. Comentó en una entrevista con el Afro-American que su logro demostró que "una mujer de color puede inventar algo en beneficio de la humanidad". También ideó un marco que se colocaba en el cuello para pacientes heridos o enfermos, que sostiene un cuenco o taza cerca de su cara como un "soporte de receptáculo portátil" y en abril de 1951, a Blount se le otorgó Patente USPTO n.º 2,550,554 Durante su carrera, Blount fue fisioterapeuta del hijo de Thomas Edison, Theodore Miller Edison . Blount y Edison se hicieron amigos íntimos. Durante ese tiempo inventó la palangana de emesis. La palangana era un plato de cartón desechable con forma de riñón hecho de harina, agua y periódico que se horneaba hasta que el material estaba duro. Una vez más, Estados Unidos no mostró interés en la invención de Blount. Vendió los derechos de su invento a una empresa en Bélgica. Su diseño todavía se usa en hospitales belgas. Desde 1948 se invirtió en dispositivos modernos y más delgados, pero Blount es recordada por ser pionera en este espacio con el primer dispositivo eléctrico para alimentar a los amputados.

## Carrera de ciencia forense
En 1969, Blount se embarcó en una segunda carrera, en la aplicación de la ley, realizando investigaciones científicas forenses para los departamentos de policía de Nueva Jersey y Virginia. Durante su anterior terapia con pacientes, al demostrar las funciones ambidiestras, o la escritura con los dientes o los pies, había empezado a ver una correlación entre la salud física y las características de la escritura. A partir de sus observaciones, vio cómo la escritura de una persona reflejaba su estado de salud. Este descubrimiento la inspiró a publicar un artículo técnico sobre " grafología médica". Fue la primera mujer estadounidense admitida como estudiante en la División de Documentos del Laboratorio de Ciencias Forenses de la Policía Metropolitana en Londres, Inglaterra. Después de la publicación del artículo, la carrera de Blount en medicina forense creció rápidamente. A fines de la década de 1960, estaba ayudando a los departamentos de policía en Norfolk, VA y Vineland, Nueva Jersey, y más tarde se unió al departamento de policía de Portsmouth, Virginia como examinadora principal. En 1977, el Laboratorio de Ciencias Forenses de la Policía Metropolitana (Scotland Yard) ) invitó a Blount a unirse a ellos en Londres para realizar estudios avanzados en grafología. Fue la primera mujer negra en entrenar con Scotland Yard. A su regreso, Blount inició un negocio de consultoría, utilizando su experiencia forense para examinar documentos y papeles de esclavos de antes de la guerra civil estadounidense. Blount lo dirigió hasta la edad de 83 años. Su verificación de autenticidad también se utilizó en los tratados de nativos americanos con los Estados Unidos.

## Apariciones en medios
Blount hizo numerosos intentos de interesar a la VA en sus invenciones, pero declinaron, a pesar del evidente impacto beneficioso de los dispositivos. Para promocionar los inventos, apareció en el programa de televisión de la WCAU de Filadelfia The Big Idea en 1953. Blount fue la primera mujer afroamericana en participar en el programa. No se dispone de una transcripción, pero se dice que repitió que había demostrado que "una mujer negra puede inventar algo en beneficio de la humanidad".
Blount escribió una columna destacada para los periódicos afroamericanos, el NJ Herald News y el Philadelphia Independent.
En 2008 emprendió, pero no pudo completar, un proyecto más: la fundación de un museo en los terrenos de su antigua escuela de Virginia que se había incendiado, para conmemorar las contribuciones de quienes habían estudiado allí.

## Reconocimientos
Blount fue galardonada en 1992 por la Academia Estadounidense de Terapia Física, una organización de fisioterapia centrada en los afroamericanos.[cita requerida]
Virginia Mujeres en Historia en 2005.

## Vida personal
En 1951, Blount se casó con Thomas Griffin. Tuvieron un hijo, Philip.

## Muerte
Blount murió a la edad de 95 años el 30 de diciembre de 2009, en su casa de Newfield, Nueva Jersey.